# كأس نيوزيلندا 1961
كأس نيوزيلندا 1961 (بالإنجليزية: 1961 Chatham Cup)‏ هو موسم من كأس نيوزيلندا. فاز فيه Northern AFC ‏.